# Plate-bande (menuiserie)
Une plate-bande est un amincissement usiné sur le contour d'un panneau devant s'insérer dans une rainure, mais ajoute aussi un aspect décoratif.